# 1631 Kopff
Az 1631 Kopff (ideiglenes jelöléssel 1936 UC) a Naprendszer kisbolygóövében található aszteroida. Yrjö Väisälä fedezte fel 1936. október 11-én, Turkuban.